# Campionati del mondo di ciclismo su strada 2019 - Cronometro femminile Junior
La cronometro femminile Junior dei Campionati del mondo di ciclismo su strada 2019 si svolse il 23 settembre 2019 nel Regno Unito, con partenza ed arrivo ad Harrogate, su un percorso totale di 13,7 km. La medaglia d'oro fu vinta dalla russa Aigul Gareeva con il tempo di 22'16"23 alla media di 36,91 km/h, argento all'olandese Shirin van Anrooij e a completare il podio, per la seconda volta consecutiva, la britannica Elynor Backstedt.
Partenza con 50 cicliste, delle quali tutte completarono il percorso.

## Classifica (Top 10)
| Pos. | Corridore          | Squadra       | Tempo    |
| ---- | ------------------ | ------------- | -------- |
| 1    | Aigul Gareeva      | Russia        | 22'16"23 |
| 2    | Shirin van Anrooij | Paesi Bassi   | a 3"61   |
| 3    | Elynor Backstedt   | Gran Bretagna | a 10"93  |
| 4    | Camilla Alessio    | Italia        | a 14"63  |
| 5    | Wilma Olausson     | Svezia        | a 16"96  |
| 6    | Leonie Bos         | Paesi Bassi   | a 21"27  |
| 7    | Zoe Ta-Perez       | Stati Uniti   | a 25"91  |
| 8    | Sofia Collinelli   | Italia        | a 35"38  |
| 9    | Megan Jastrab      | Stati Uniti   | a 44"45  |
| 10   | Ella Wyllie        | Nuova Zelanda | a 51"30  |